# Athabasca (fiume)
L'Athabasca è un fiume dell'Alberta (in Canada). Nasce a circa 1.520 m sul livello del mare, ai piedi del ghiacciaio omonimo, nel Parco nazionale Jasper, in Alberta sudoccidentale. Scorre verso nord-est e sfocia nel lago Athabasca, al confine fra Alberta e Saskatchewan ed ha numerosi affluenti, tra i quali Chaba, il Clearwater, il Firebag, il La Biche, il Lesser Slave, il McLeod, il Pembina ed il Sunwapta. Notevoli le Cascate dell'Athabasca.
Nel XIX secolo, il fiume rappresentò un'importante via di transito per il commercio di pellicce.

## Altri progetti

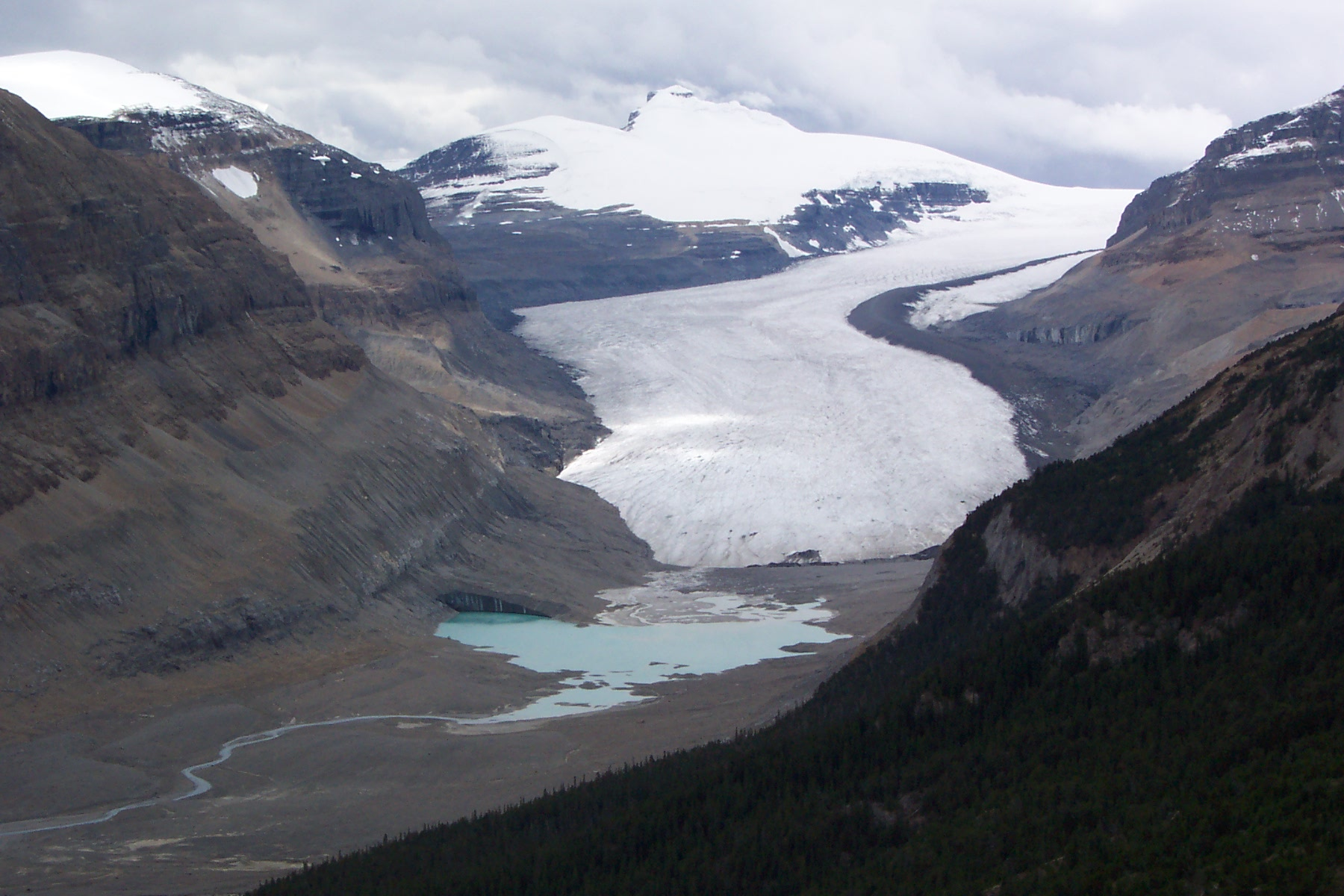
Il ghiacciaio diventa fiume
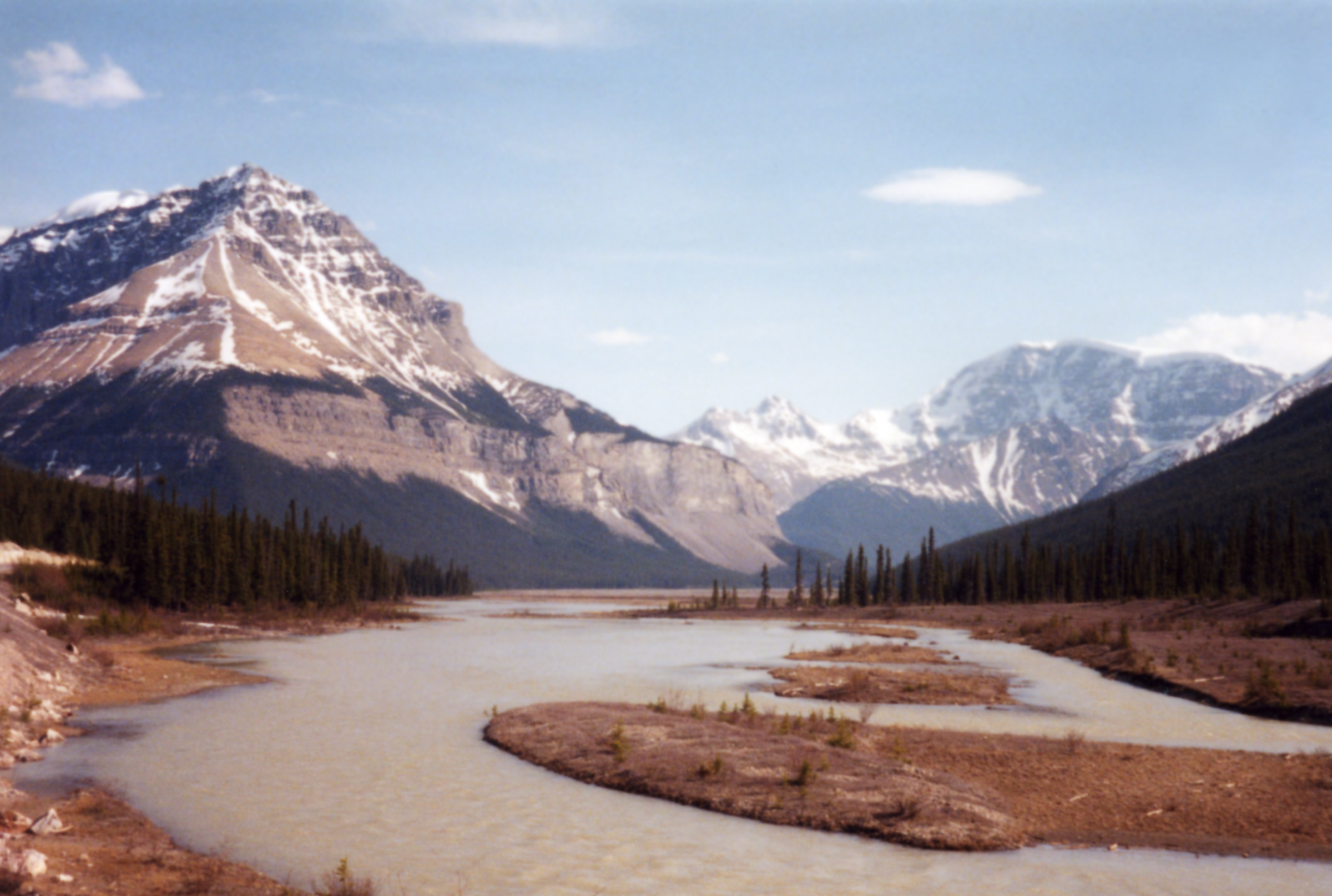
Il fiume Athabasca
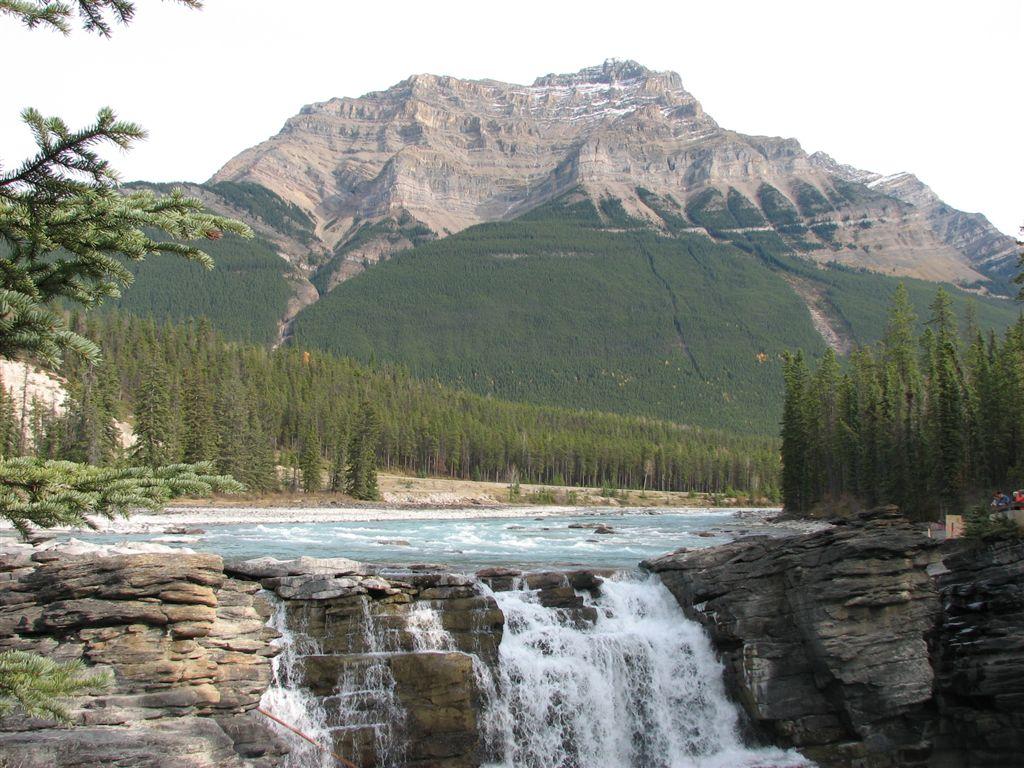
Cascate dell'Athabasca